# Ismailia (tỉnh)
Ismailia (tiếng Ả Rập: الإسماعيلية) là một tỉnh ở vùng đông bắc của Ai Cập. Thủ phủ là thành phố Ismailia. Ismailia giáp với Bắc Sinai ở phía Đông, Nam Sinai ở phía Đông Nam, As Suways ở phía Nam, Cairo ở phía Tây Nam, Sharqia ở phía Tây. Phía Bắc tỉnh là biển Địa Trung Hải.